# PC原人シリーズ PC電人
『PC原人シリーズ PC電人』（ピーシーげんじんシリーズ ピーシーでんじん）は、1992年11月20日にハドソンから発売されたPCエンジン用横スクロールシューティングゲーム。副題は『-PUNKIC CYBORGS-』。北米では『Air Zonk』のタイトルで発売された。

## 概要
『原人シリーズ』のスピンオフにあたるシューティングゲーム。舞台を未来に移しており、これまでの原始時代の世界観からは一転してパンクな世界観に変わっている。
全5ステージ構成で、ほとんどのステージで多重スクロールが採用されている。また、オープニングやゲームオーバー時にテーマソングが流れるのが特徴。
後に本作を元にした続編として『CD電人 ロカビリー天国』（1993年）が発売されたほか、2007年にWii用バーチャルコンソールタイトル、2014年にWii U用バーチャルコンソールタイトルとして本作が配信された。
ハドソンによるHuCARDでのシューティングゲームの発売は本作が最後となった。

## ゲーム内容
基本システムはオーソドックスな横スクロールのシューティングゲームとなっている。主人公であるPC電人・ゲンヘッドを操作し、敵を倒しながらステージを進んでいき、各ステージに待ち受けるボスを倒すことでステージクリアとなる。
難易度は「あまくち」、「からくち」、「げきから」の3種類から選択できる他、隠しコマンド入力により「超げきから」というモードも登場する。
本作では主人公ゲンヘッドの他に10人の中から仲間を選択する事ができ、アイテム「サングラスニコちゃん」を取得する事で合体攻撃が可能となる。
攻撃方法にはIIボタンを押すことで発射される「ショット」（押し続けると連射になる）、セレクトボタンを押すか敵が背後に近付くことで自動で発動する「バックファイア」、一定時間Iボタンを押しっぱなしにする事で使用できる「ため撃ち」、最後までIボタンを押し続ける事で発動する「ウンチボム」がある。
インフレしたスコア表記も本作の特徴の1つで、スコアの単位は上の桁が兆、下の桁が億となっている。

## 物語
AD2999年4月4日、悪の科学者キングタマーゴ・サンドロビッチ伯爵は、ZZ計画（地球邪悪化計画）の切り札として働かせるため、ゲンヘッドに改造手術を施し、先祖であるキングタマゴドンIII世を苦しめた最強のライバル「PC原人」から名前を取りPC電人と名付けた。
伯爵のZZ計画に気付いたゲンヘッドは研究所を脱走し、集まった仲間たちと電人一家（PUNKIC CYBORGS）を結成し、伯爵率いるサイバーロボット軍団に立ち向かう。

## キャラクター

### 電人一家 (PUNKIC CYBORGS)
ゲンヘッド (GENHEAD)
本作の主人公。キングタマーゴ・サンドロビッチ伯爵によって改造手術を施され、改造人間「PC電人」となった。
額には稲妻のマークが付いており、また大きなサングラスを付けた見た目となっている。
サングラスを売って集めた仲間と共に電人一家(PUNKIC CYBORGS)を結成し、オンボロアパートの地下室をアジトとしている。
身長は150.3cmで体重は600kg。最大速度はマッハ一億万、弱点は相対性原人石（アインストーン）とされている。
従来シリーズの主人公である「原人」との関係性は不明で、PC電人という名前もキングタマーゴ・サンドロビッチ伯爵によって名付けられたものである。

#### 合体仲間
仲間モードにすることで、仲間10人のうち一人を連れていくことができる（自動で仲間を選ぶ「じどう」と、プレイヤーが仲間を選ぶ「しゅどう」がある）。出動できるのは一人一ステージまでである。
ロケットン (ROCKETON)
銀色で、大きなロケットのような見た目が特徴。合体すると、後部からビームを発射できる。
ダンプ (DUMP)
緑色で、鋭い目が特徴。合体すると、火炎放射で攻撃できる。
ホルマリン (FORMALIN)
シルクハット姿でパイプを吸っており、体内には目が一つと口の付いたカラフルな物体が入っている。合体すると、体内の物体を出して攻撃できる。
ウニさん (UNI)
顔はウニのようなキャラクターで、長身で機械的な体が特徴。合体すると、魚（対空用）とカニ（対地用）を発射して攻撃できる。
マキューン (BALL)
ボールのようなキャラクターで帽子を被っている。合体すると、一度にいくつかの魔球を投げて攻撃できる。
イヌ (DOG)
大きな一つ目が特徴。合体すると、吠えて攻撃できる（「ワン」と書かれた文字が発射される）。
ゼブラ (ZEBRA)
頭にドリルをつけており、縞模様のデザインと長身が特徴。合体すると、ドリルで攻撃できる。
ミューミュー (MUMU)
羽がついたフードを被った、占い師のようなキャラクターで、水晶を手に持っている。合体すると、星座記号の形をした攻撃判定を外周に出すことができる。
モーモー (MAUMAU)
丸い牛（ホルスタイン種）のキャラクター。合体すると、牛乳で攻撃できる。
ヤマシロ (YAMASHIRO)
日本の城をモチーフとしたキャラクター。見た目は小さい。合体すると殿様のような姿となり、ハリセンの風圧で攻撃できる。

### サイバーロボット軍団
科学技術を駆使して作られた、敵キャラクターの軍団。
キングタマーゴ・サンドロビッチ伯爵
ZZ計画（地球邪悪化計画）を企てる悪の科学者で、サイバーロボット軍団を率いるボス。ゲンヘッドをPC電人に改造した張本人であり、原人シリーズに登場する「キングタマゴドンⅢ世」の子孫。PC電人となったゲンヘッドの強さが自身の予想を遥かに上回るものであったため、ゲンヘッドの脱走を許してしまう。
ムーンヘッド
キングタマーゴ・サンドロビッチ伯爵によって作られた、新型電人の一人。月の形をした弾でゲンヘッドに襲いかかる。
ダブルヘッド
キングタマーゴ・サンドロビッチ伯爵によって作られた、新型電人の一人。ゲンヘッドをサーチする突進のほか、軌跡に電撃を残して攻撃する。
レッドホーガン
ステージ1の中ボス。赤い船に目の付いたようなデザイン。また、先端に磁石を付け、機体の青くなったものがステージ1のボスとしても登場する。
バカドン
ステージ2の中ボス。顔が3つ付いた蛇のようなキャラクターで、住宅を模したマシンの各フロアからそれぞれ顔を出して攻撃する。
テレンパレン
ステージ2のボス。ゴミ袋のようなものに入っており、一定以上攻撃を当てると正体を現す。
ドリルジャンク
ステージ3の中ボス。鮫をモチーフにしたキャラクターで、4つのドリルで攻撃する。また、下半身を改造してステージ3のボスとしても登場する。
ミズラ
ステージ4の中ボス。亀の甲羅のようなものにキャタピラが付いた姿をしており、一定以上攻撃すると甲羅が外れる。
ルル星人
ステージ4のボス。透明感のある見た目をしており、一定以上攻撃すると中身だけになる。

## アイテム
- ニコちゃんマーク - 8個集めることでサングラスニコちゃんが出現する。
- サングラスニコちゃん - 取ると、仲間が出現し、仲間を連れている時に再び取ると、仲間と合体することができる。
- ミートカプセル - バネ花を破壊することで出現する。オプションアイテムを含めて全11種。
  - 攻撃系アイテム - ゲンヘッドをパワーアップさせるアタッチメント。取ると攻撃方法が変化する。攻撃アイテムの効果中はダメージを受けてもアイテム効果を失うだけで済む。
    - デン・ミサイル
      - ホーミングミサイルを発射できるようになる。ため攻撃の場合、大量のミサイルを一度に発射できる。

    - デン・パンチ
      - 自分に戻ってくるロケットパンチを放つことができる。ため攻撃では、巨大なロケットパンチを繰り出すことが可能。

    - デン・ガレッカー
      - トラバサミのようなショットを口から出して攻撃する。ため攻撃では鎖つきの巨大なトラバサミを口から出す。

    - デン・トランプ
      - 前方にトランプを発射して攻撃する。ため攻撃では全方位に対しトランプが発射される。

    - デン・キック
      - 周囲に電撃を放って攻撃する。ため攻撃では画面内にゲンヘッドの足が飛び回るロケットキックを繰り出せる。

    - デン・カッター
      - ブーメランのように戻ってくるカッターを放つ。ため攻撃では巨大なカッターを三方向に放つ。

    - デン・ビーム
      - 前方に射程の短いビームを放つ。ため攻撃ではリング状のビームを放つ。

  - 特殊系
    - チビ電人
      - ゲンヘッドが小さくなり攻撃を避けやすくなり、通常のショットとは別の弾が発射されるようになるが、ため撃ち及びウンチボムが使用出来なくなる。

  - オプションアイテム - 一人で行くを選択時のみ出現。
    - デン・タンク
    - デン・コプター
    - デン・ターボ

## 開発
本作のアイデア自体は第一作から存在していたものの、あだちひろしがハドソンに相談した際『PC原人2』の開発を優先するよう指示を出された。
その後、『月刊PCエンジン』誌上の1コーナー「赤色パラダイス」にて、『PC原人シリーズ』の新作はRPGにするかシューティングゲームにするかで読者投票を行い、シューティングゲーム化を要望する声が上回った事で本作の製作が開始される事となった。RPG化の案は『RPC原人』というタイトルで同誌にて開発中の画面写真なども公開されていたが、前述の結果を受けてお蔵入りとなった。
正式開発に当たり、阿部K助はハドソンから高岡義晴を紹介され、彼が制作したシューティングゲームのシステムをもとに開発することとなった。
このシステムは汎用性の高いスクリプトで構築されていたことから、プログラマー以外でも開発しやすかった反面、衝突判定は背景ではなくすべてスプライトで処理されていた。これではメリハリがつけにいことから、横向きの背景をもつ水中面を疑似的に縦スクロールに見せるという特殊な処理が施された。
本作の開発期間が3か月しかなかったため、キャラクターデザイナーの僕久保を中心にレッドカンパニーのスタッフが総動員され、阿部はドット修正をする傍ら、彼らのまとめ役を務めた。
ハドソン側からはキャラクターを小さくしてほしいという要望が寄せられ、阿部は反対し続けたものの、最終的には要望が通ることとなった。

## スタッフ
- メイン・プログラム：高岡義晴
- ツール・プログラム：落合雄一
- サブ・プログラム：森島大祐
- オリジナル・キャラクター・デザイン：ぼくくぼ
- ドット・アート（スプライト）：ちどりん
- ドット・アート（背景）：たがみ（ぎゃーみ）としはる（田上稔治）
- 音楽：すうぱあ じゃりくん（森島大祐）
- 音楽アシスタント：まつくい（松下寿志）
- アシスタント・ゲーム・デザイン：井上一彦
- スーパバイザー：青木コブ太、もりけん
- プロデューサー：門脇光弘、小林正樹
- ディレクター：植山幹郎、ちょうごうきん たろう（阿部K助）
- アシスタント・プロデューサー：三井啓介、谷川高義
- デザイナー：小倉英之、ぼくくぼ
- スペシャル・サンクス：青山英治、あだちひろし、湯沢河童
- ゲーム・デザイン：ちょうごうきん たろう（阿部K助）

## 挿入歌
PC電人の唄（オープニングテーマ）
作詞：阿部K助
作曲：森島大祐
キングタマーゴ・サンドロビッチ伯爵の唄（ゲームオーバーテーマ）
作詞：阿部K助
作曲：森島大祐

## 移植版
| No. | タイトル        | 発売日                                   | 対応機種                                                    | 開発元                                      | 発売元   | メディア                              | 型式 | 備考                                                |
| --- | --------------- | ---------------------------------------- | ----------------------------------------------------------- | ------------------------------------------- | -------- | ------------------------------------- | ---- | --------------------------------------------------- |
| 1   | PC電人 Air Zonk | 2007年5月22日 2007年7月9日 2007年7月13日 | Wii                                                         | ナグザット                                  | ハドソン | ダウンロード （バーチャルコンソール） | -    |                                                     |
| 2   | PC電人 Air Zonk | 2014年6月19日 2017年7月27日              | Wii U                                                       | ナグザット                                  | KDE      | ダウンロード （バーチャルコンソール） | -    |                                                     |
| 3   | Air Zonk        | 2020年3月19日                            | PCエンジン mini TurboGrafx-16 mini PC Engine CoreGrafx mini | ナグザット（オリジナル開発） M2（移植開発） | KDE      | プリインストール                      | -    | 販売地域を問わず、TurboGrafx-16版（北米版）を収録。 |

## 評価
ゲーム誌『ファミコン通信』の「クロスレビュー」では、合計25点（満40点）、『月刊PCエンジン』では75・85・85・80・80の平均81点（満100点）、『マル勝PCエンジン』では7・7・6・4の合計24点（満40点）、『PC Engine FAN』の読者投票による「ゲーム通信簿」での評価は以下の通りとなっており、23.74点（満30点）となっている。また、この得点はPCエンジン全ソフトの中で55位（485本中、1993年時点）となっている。同雑誌1993年10月号特別付録の「PCエンジンオールカタログ'93」では、「頭の中のオプションを使った攻撃、特徴のある10人の仲間と合体しての攻撃、ため撃ちによる攻撃と、変化に富んだ多彩な攻撃ができる。敵の攻撃も多彩だ」と、攻撃方法のバリエーションに関して肯定的なコメントで紹介されている。
| 項目 | キャラクタ | 音楽 | 操作性 | 熱中度 | お買得度 | オリジナリティ | 総合  |
| 得点 | 4.43       | 3.72 | 4.00   | 3.93   | 3.85     | 3.81           | 23.74 |